# Ragnhild Brolinson
Ragnhild Kristina Erika Matilda Eugenia Brolinson, född 18 juli 1847 i Väddö socken, Stockholms län, död 17 oktober 1940 i Gustav Vasa församling, Stockholm, var en svensk lärare och skolkökspionjär. 
Hon var verksam som lärare i folk- och flickskolor samt vid småskoleseminarier på olika orter i Sverige. Hon var först i Sverige med att bedriva undervisning i huslig ekonomi i folkskolan samt att utbilda lärare inom detta område.

## Biografi
Ragnhild Brolinson var andra barnet till bruksinspektorn Claes Adolph Brolinson och hans hustru Johanna Eugenia Pettersen. Bildningstraditionen förefaller ha varit stark i släkten, som var en uppländsk prästsläkt, liksom tillgången till kapital som kunde bekosta Ragnhild Brolinsons studier. Hennes utbildningsbana började med flickskolestudier i Uppsala. Modern Johanna Eugenia Pettersen dog när Ragnhild Brolinson var i de tidiga tonåren, vilket ledde till att hon tillsammans med sin bror Claes ställdes under en farbrors förmyndarskap. Syskonen hamnade därmed i Stockholm i början av 1860-talet där Ragnhild Brolinson tog privatlektioner i språk samt genomgick en förberedande kurs för fortsatta studier vid det nyinrättade Kungliga högre lärarinneseminariet i Stockholm (HLS). Hon sökte och vann tillträde till seminariet som 16-åring 1863 och ingick i HLS tredje elevkull. Till följd av sjukdom blev dock seminariestudierna förlängda. Ragnhild Brolinson avgick med examen först 1868.
21 år gammal anträdde Ragnhild Brolinson lärarbanan. Hennes tidiga anställningar var kortvariga och utspridda i olika delar av landet. Hon arbetade först vid en privatskola i Oskarshamn och sedan i Karlstad innan hon fick en mer långvarig tjänst vid Landskrona elementarskola. I Landskrona stannade hon i nio år. Utöver sitt arbete vid elementarskolan knöts hon även till det småskoleseminarium som startades i staden 1870 av hennes kollega, skolmannen Evald Lundegård. Detta blev första gången Ragnhild Brolinson utbildade lärare, ett arbete hon sedermera fortsatte med för småskolans räkning, som föreståndare för småskoleseminariet i Uddevalla. Vid 1880-talets inträde strävade hon efter en tryggare punkt i tillvaron. Hon sökte sig till Stockholms folkskola där hon beviljades en ordinarie tjänst, först i Adolf Fredriks folkskola där hon arbetade i tre år och därefter i Maria folkskola som hon blev trogen i 26 år.
Återkomsten till Stockholm 1883 innebar att Ragnhild Brolinson gjorde sig hemmastadd på en för henne bekant plats där hon var känd som en duktig lärare och hade ett betydelsefullt kontaktnät i de pedagogiska kretsarna. En signifikant händelse inträffade 1889 då Anna Hierta-Retzius uppsökte henne med ett nytt uppdrag – att studera skolköksundervisning i England för att introducera detta nya skolämne i Sverige. Med medel från Stiftelsen Lars Hiertas minne reste Ragnhild Brolinson samma år till London för att i Kensington ta del av den engelska lärarutbildningen i huslig ekonomi samt bevista de engelska folkskolornas skolköksundervisning.
Syftet med att införa skolköksundervisning i Sverige var liksom i England att förbättra arbetarklassens sociala villkor genom att lära dess döttrar att laga näringsriktig mat och hushålla klokt med knappa resurser. Vid tiden för Ragnhild Brolinsons studieresa hade sådana utbildningssatsningar gjorts i flera europeiska länder. Andra pionjärer inom skolköksundervisningen som Ingeborg Walin och Ida Norrby företog liknande bildningsresor till Tyskland, England och Belgien. De internationella erfarenheterna blev betydelsefulla för skolköksundervisningens etablering i Sverige.
År 1891 ledde Ragnhild Brolinson den första skolkökskursen för flickor i Maria folkskola. Undervisningsmomenten bestod av kostnadsberäkningar, teoretiska genomgångar av födans sammansättning samt praktisk matlagning. I samma skola ägde även den första lärokursen för utbildning av skolkökslärare rum under hennes ledning. Denna kurs var tre månader lång och hade tre elever. En av eleverna var Ingeborg Schager som sedermera blev föreståndare för Statens Skolköksseminarium och gjorde betydande insatser för skolkökslärarkårens och hushållskunskapens etablering i Sverige. Redan inför andra kursen förlängdes Ragnhild Brolinsons lärarutbildning till sex månader. Den utökades också till sex elever. Även om hon bara undervisade i huslig ekonomi i några år var hennes insats avgörande för ämnets introduktion och etablering i Sverige. Pionjärsatsningen i Maria folkskola skänktes sedermera av Anna Hierta-Retzius till HLS där den ombildades till Högre lärarinneseminariets hushållsskola som år 1926 bytte namn till Statens Skolköksseminarium.
Vid 65 års ålder pensionerades Ragnhild Brolinson från sitt mångåriga arbete i Stockholms folkskolor. Hon avslutade dock inte sin lärargärning utan fortsatte undervisa som vikarie i folkskolan ända upp i 80-årsåldern. Hennes liv utspelade sig i skolans värld och särskilt ihågkommen är hon i Landskrona och Stockholm, där hon verkade längst och där hon utbildade sig.
Ragnhild Brolinson avled år 1940. Hon blev 93 år gammal. Hennes grav finns på Arnö kyrkogård.